# Paulus Melissus

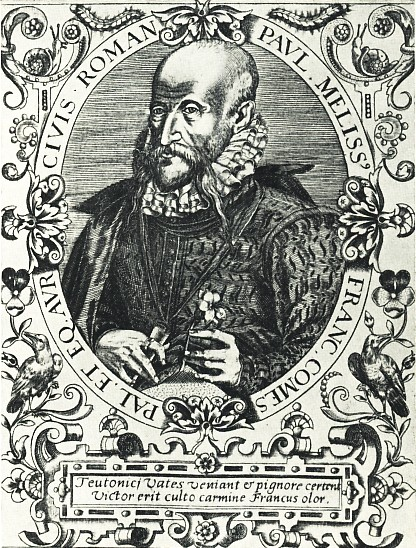
Paulus Melissus.

Paulus Schedius Melissus, egentligen Paul Schede, född 20 december 1539 i Mellrichstadt, död 3 februari 1602 i Heidelberg, var en tysk humanistisk nylatinsk poet, översättare och kompositör. 
Melissus studerade efter skolgången i Zwickau 1557-59 filologi i Erfurt och Jena. 1560 till 1564 levde han i Wien, där han 1561 blev krönt som till diktare. Han uppehöll sig i Prag, Wittenberg och Leipzig, kallades till biskopens i Würzburg hov och deltog i ett fälttåg till Ungern. 
Han var ambassadör i tjänst hos kejsaren Maximilian II och Rudolf II, gjorde resor till Frankrike, Schweiz, Italien och England och blev slutligen direktör för det kurfurstliga biblioteket (Bibliotheca Palatina) i Heidelberg.
Melissus översatte till tyska de Davidspsalmer som Clément Marot och Theodor Beza skrivit på rim för den hugenottiska gudstjänsten. Han hörde till de första som införde sonetten och terzinen i tysk lyrik. Av sina samtida ansågs han som en författare av konstfulla latinska kärleksdikter.

## Verk
- Cantiones. Dikter, 1566
- Psalmen Davids. 1572
- Schediasmata. Dikter, 1574
- Schediasmatum reliquiae. Dikter, 1575
- Epigrammata. 1580
- Odae Palatinae. 1588
- Meletemata. Dikter, 1595